# Socorro (Oriental Mindoro)
Socorro (Bayan ng Socorro) är en kommun i Filippinerna. Kommunen ligger på ön Mindoro, och tillhör provinsen Oriental Mindoro. Folkmängden uppgår till 37 176 invånare.

## Barangayer
Socorro är indelat i 26 barangayer.
| - Bagsok - Batong Dalig - Bayuin - Calocmoy - Catiningan - Villareal (Daan) - Fortuna - Happy Valley - Calubayan - Leuteboro I - Leuteboro II - Mabuhay I - Malugay | - Matungao - Monteverde - Pasi I - Pasi II - Zone I (Pob.) - Zone II (Pob.) - Zone III (Pob.) - Zone IV (Pob.) - Santo Domingo (Lapog) - Subaan - Bugtong Na Tuog - Mabuhay II - Ma. Concepcion |